# 十二直
十二直（じゅうにちょく）もしくは十二建星（じゅうにけんせい）は、暦注の一つで、建・除・満・平・定・執・破・危・成・納・開・閉のことである。暦の中段に記載されているため、「中段」「中段十二直」とも呼ばれる。二十七宿・二十八宿等と共に使用されることが多い。
正式名称は「十二建星」であり、中国語圏では十二建星と呼ばれる事が多い。
十二直は宜忌（吉凶）を用いた占術としても使用される。

## 概要
北斗七星は古代から畏敬の念を持って見られた星座の一つであるが、この星の動きを十二支に一致させて吉凶判断に用いたのが十二直である。昭和初期までは十二直が暦注中で最重視されていたが、最近では六曜や九星を重視する人が多くなり、以前ほどは使われなくなっている。七曜表形式のカレンダーでも記載されることは少ない。
柄杓の形をした北斗七星の柄に当たる部分（斗柄）が北極星を中心にして天球上を回転することから、これに十二支による方位と組み合せて十二直を配当する。十二直に用いる月は節月である。節月毎にその月の夕刻に斗柄が向いている方位の十二支と、日の十二支とが同じになる日が「建」になるように配当する。実際には節月の最初の日にその前の日の十二直を繰り返す。冬至の頃には斗柄が北（子）を指す（健す）ことから、冬至を含む月を「建子の月」という。
ただし四柱推命などの判断と相反・矛盾する内容が所々で見受けられ、四柱推命では完全な凶相となっている十二支の組み合わせが、十二直では吉凶半々となっていたりしており、不可解な点が多い。例えば四柱推命では「辰・辰」「午・午」「酉・酉」「亥・亥」の組み合わせは「自刑」となり凶相となるが、十二直ではこれら4個の組み合わせは「建」となり、吉相を含んだ判断となる。
| 十二直一覧 | 十二直一覧 | 十二直一覧           |
| 十二直     | 十二直     | 意味                 |
| ---------- | ---------- | -------------------- |
| 建         | けん       | 万物を建て生じる日。 |
| 除         | じょ       | 障害を取り除く日。   |
| 満         | まん       | 全てが満たされる日。 |
| 平         | へい       | 物事が平らになる日。 |
| 定         | てい       | 善悪が定まる日。     |
| 執         | しつ       | 執り行う日。         |
| 破         | は         | 物事を突破する日。   |
| 危         | き         | 物事を危惧する日。   |
| 成         | せい       | 物事が成就する日。   |
| 納         | のう       | 物事を納め入れる日。 |
| 開         | かい       | 開き通じる日。       |
| 閉         | へい       | 閉じ込める日。       |

| 十二支の組み合わせ一覧 | 十二支の組み合わせ一覧 | 十二支の組み合わせ一覧 | 十二支の組み合わせ一覧 | 十二支の組み合わせ一覧 | 十二支の組み合わせ一覧 | 十二支の組み合わせ一覧 | 十二支の組み合わせ一覧 | 十二支の組み合わせ一覧 | 十二支の組み合わせ一覧 | 十二支の組み合わせ一覧 | 十二支の組み合わせ一覧 | 十二支の組み合わせ一覧 |
|                        | 建                     | 除                     | 満                     | 平                     | 定                     | 執                     | 破                     | 危                     | 成                     | 納                     | 開                     | 閉                     |
| ---------------------- | ---------------------- | ---------------------- | ---------------------- | ---------------------- | ---------------------- | ---------------------- | ---------------------- | ---------------------- | ---------------------- | ---------------------- | ---------------------- | ---------------------- |
| 子月                   | 子                     | 丑                     | 寅                     | 卯                     | 辰                     | 巳                     | 午                     | 未                     | 申                     | 酉                     | 戌                     | 亥                     |
| 丑月                   | 丑                     | 寅                     | 卯                     | 辰                     | 巳                     | 午                     | 未                     | 申                     | 酉                     | 戌                     | 亥                     | 子                     |
| 寅月                   | 寅                     | 卯                     | 辰                     | 巳                     | 午                     | 未                     | 申                     | 酉                     | 戌                     | 亥                     | 子                     | 丑                     |
| 卯月                   | 卯                     | 辰                     | 巳                     | 午                     | 未                     | 申                     | 酉                     | 戌                     | 亥                     | 子                     | 丑                     | 寅                     |
| 辰月                   | 辰                     | 巳                     | 午                     | 未                     | 申                     | 酉                     | 戌                     | 亥                     | 子                     | 丑                     | 寅                     | 卯                     |
| 巳月                   | 巳                     | 午                     | 未                     | 申                     | 酉                     | 戌                     | 亥                     | 子                     | 丑                     | 寅                     | 卯                     | 辰                     |
| 午月                   | 午                     | 未                     | 申                     | 酉                     | 戌                     | 亥                     | 子                     | 丑                     | 寅                     | 卯                     | 辰                     | 巳                     |
| 未月                   | 未                     | 申                     | 酉                     | 戌                     | 亥                     | 子                     | 丑                     | 寅                     | 卯                     | 辰                     | 巳                     | 午                     |
| 申月                   | 申                     | 酉                     | 戌                     | 亥                     | 子                     | 丑                     | 寅                     | 卯                     | 辰                     | 巳                     | 午                     | 未                     |
| 酉月                   | 酉                     | 戌                     | 亥                     | 子                     | 丑                     | 寅                     | 卯                     | 辰                     | 巳                     | 午                     | 未                     | 申                     |
| 戌月                   | 戌                     | 亥                     | 子                     | 丑                     | 寅                     | 卯                     | 辰                     | 巳                     | 午                     | 未                     | 申                     | 酉                     |
| 亥月                   | 亥                     | 子                     | 丑                     | 寅                     | 卯                     | 辰                     | 巳                     | 午                     | 未                     | 申                     | 酉                     | 戌                     |